# Louise Ritter
Dorothy Louise Ritter (Dallas, 18 februari 1958) is een Amerikaanse ex-hoogspringster, die van 1979 tot 1989 tot de beste hoogspringsters ter wereld behoorde. Sinds 1988 was zij met 2,03 m houdster van het Noord- en Midden-Amerikaanse record hoogspringen, dat in 2010 door Chaunté Howard werd verbeterd tot 2,04.

## Loopbaan
In 1980 werd Ritter voor de Olympische Spelen van 1980 in Moskou genomineerd, maar kon vanwege de Amerikaanse boycot niet deelnemen. In 1983 vonden voor de eerste maal de wereldkampioenschappen plaats. Met 1,95 werd ze in Helsinki derde achter de Sovjet-Russische Tamara Bykowa (goud) en de Duitse Ulrike Meyfarth (zilver).
Op de Olympische Spelen van 1984 in Los Angeles werd Louise Ritter slechts achtste met een beste sprong van 1,91. Op de wereldkampioenschappen in 1987 won de Bulgaarse Stefka Kostadinova met een evenaring van het wereldrecord van 2,09. Ritter werd met 1,93 achtste.
Kostadinova was ook de grote favoriete op de Olympische Spelen van 1988 in Seoel. Ritter had sinds juli 1988 met 2,03 het record voor Noord- en Midden-Amerika in handen en werd gezien als medaillekandidate. In de olympische finale op 30 september 1988 sprongen Kostadinova en Ritter beiden tot en met 2,01 zonder foutsprongen en gingen hiermee aan de leiding. Daarna faalden ze allebei op een hoogte van 2,03. Hierna faalde Kostadinova ook bij haar vierde poging op 2,03 en sprong Ritter over de lat. Ritter werd met de evenaring van haar eigen Noord- en Midden-Amerikaanse record olympisch kampioene.
In 1989 trok Louise Ritter zich uit de topsport terug en werd ze als trainster. In 1995 werd ze opgenomen in de USA Track & Field Hall of Fame.

## Titels
- Olympisch kampioene hoogspringen - 1988
- Amerikaans kampioene hoogspringen - 1978, 1983, 1985, 1986
- Amerikaans indoorkampioene hoogspringen - 1979, 1980, 1983, 1988, 1989

## Persoonlijke records
| Onderdeel              | Prestatie      | Datum         | Plaats |
| ---------------------- | -------------- | ------------- | ------ |
| hoogspringen (outdoor) | 2,03 m (ex-AR) | 8 juli 1988   | Austin |
| hoogspringen (indoor)  | 1,98 m         | 12 maart 1983 | Nagoya |

## Palmares

### hoogspringen
- 1978:  Pan-Amerikaanse Spelen - 1,93 m
- 1983:  WK - 1,95 m
- 1984: 8e OS - 1,91 m
- 1985:  Grand Prix Finale - 1,98 m
- 1987: 8e WK - 1,93 m
- 1988:  OS - 2,03 m

## Onderscheidingen
- USA Track & Field Hall of Fame - 1995